# Alois Binder

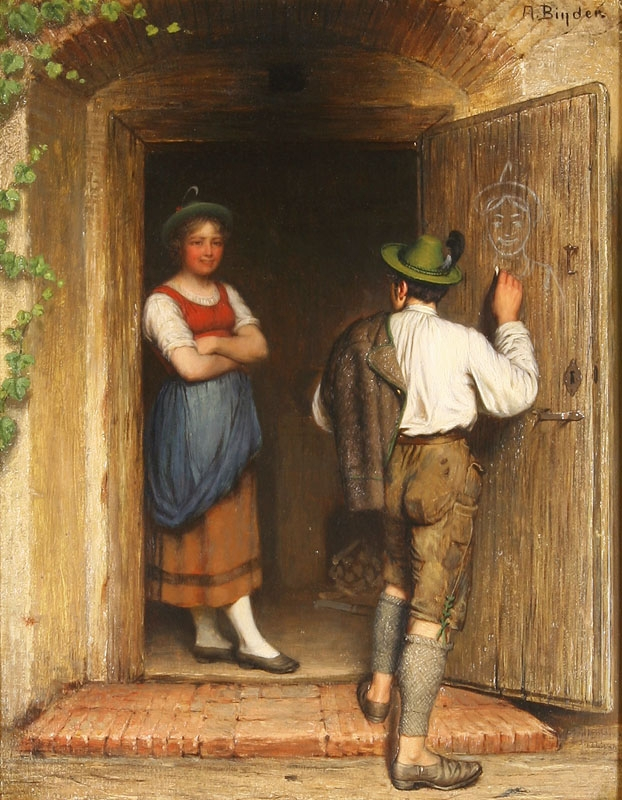
Liebeswerbungen

Alois Binder (* 24. Dezember 1857 in Hausmannstätten bei Graz; † nach 1933 in München (?)) war ein österreichischer Genre-, Porträt- und Stilllebenmaler.
Nach dem Besuch der Kunstakademie in Graz studierte Binder ab dem 6. April 1883 an der Königlichen Akademie der Künste in München bei Otto Seitz. Nach dem Studium blieb Binder in München, wo er um 1890 sein eigenes Atelier hatte. Er war später auch in Wien tätig. 
Er malte vor allem volkstümliche Genrebilder, daneben bayerische Landschaften und Trachtenbilder sowie Porträts und Stillleben. Die erfolgreichsten Gemälde wiederholte er mehrmals mit kleinen Änderungen.